# Paartalbahn
Az Ingolstadt–Augsburg-vasútvonal egy normál nyomtávolságú, egyvágányú, nem villamosított vasútvonal Németországban Ingolstadt és Augsburg között. A vasútvonal hossza 67 km. 1872 és 1875 között épült, majd 1875 május 15-én nyílt meg.